# Cristo Rei (Dili)

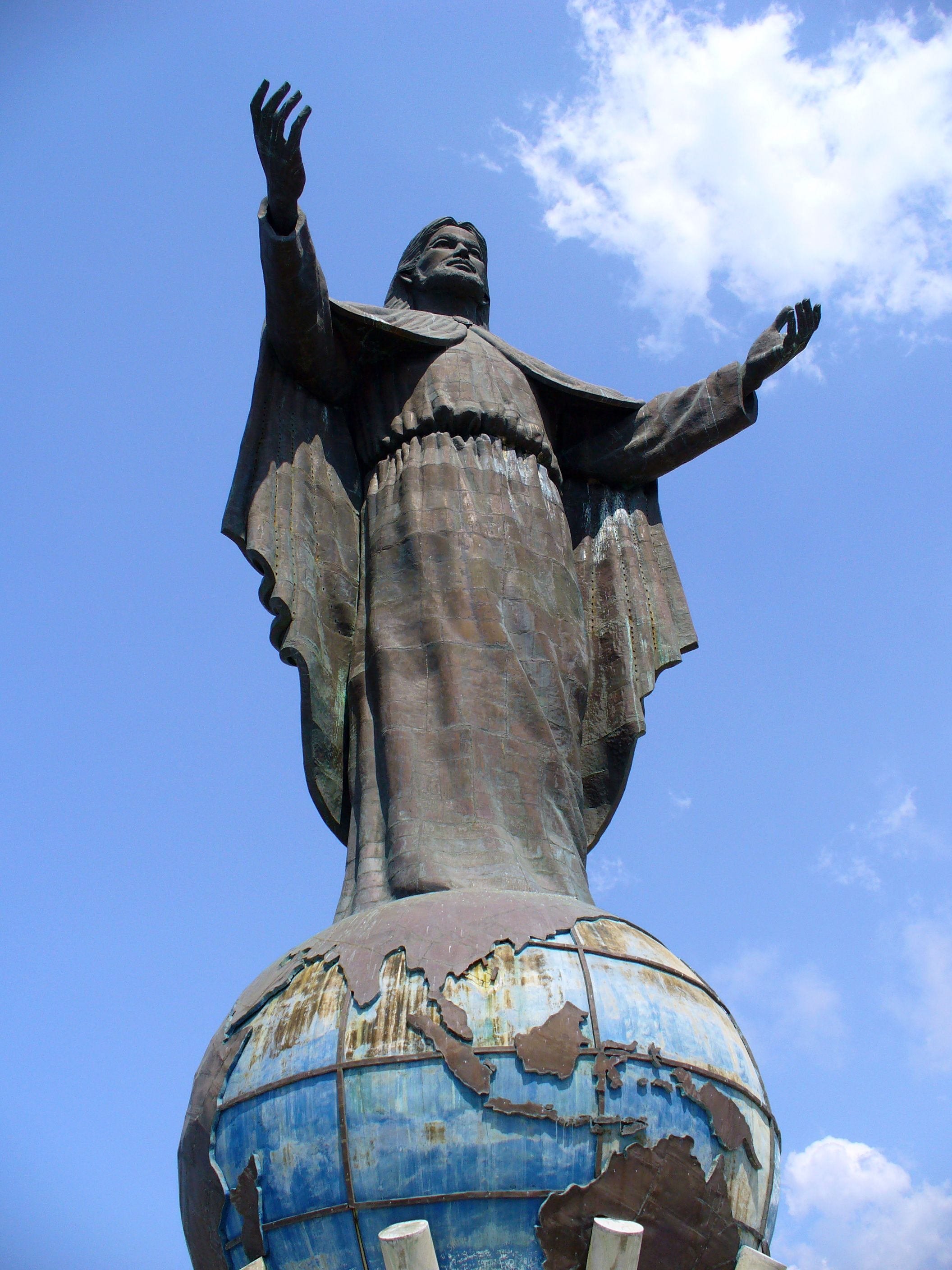
Cristo Rei in Dili

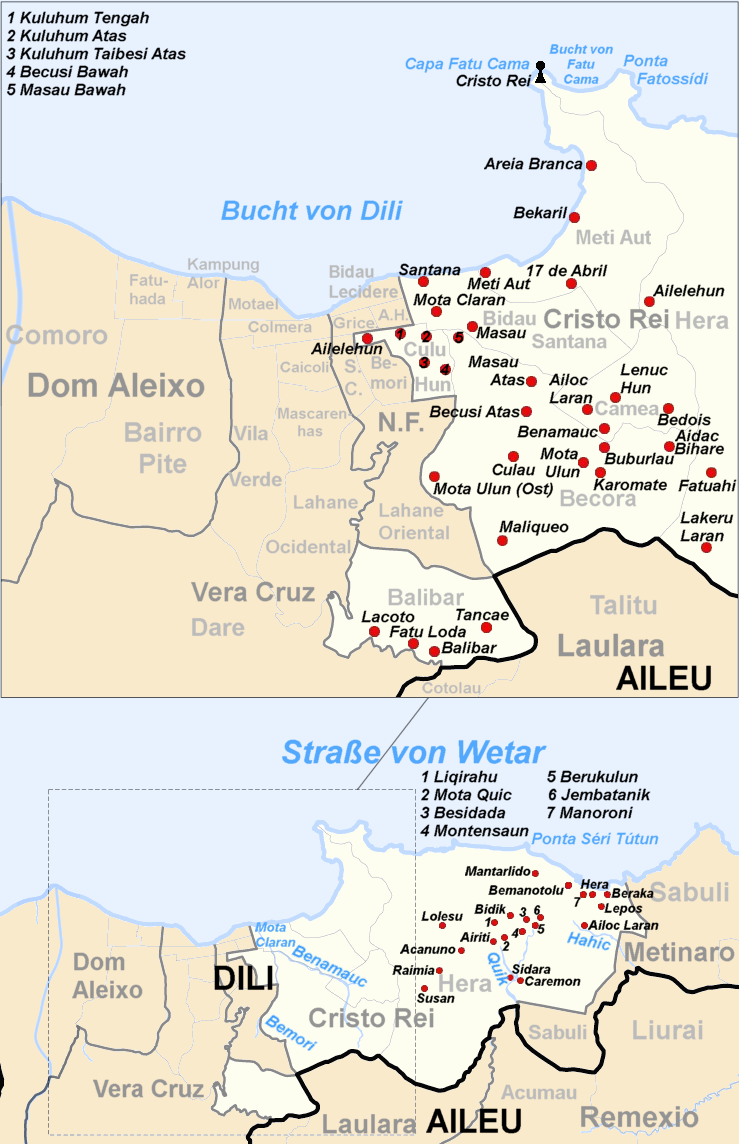
Lage der Statue im Verwaltungsamt Cristo Rei

Der Cristo Rei (oder Christu Rei) von Dili ist eine Monumentalstatue in Osttimor, die Jesus Christus darstellt. Sie überblickt Osttimors Landeshauptstadt Dili vom Ponta Fatossídi aus, dem östlichen Ende der Bucht, oberhalb des Strandes Praia de Cristo Rei im Suco Meti Aut (Verwaltungsamt Cristo Rei). Die aus Kupfer angefertigte Statue ist rund 14 Meter hoch (ohne Globus und Sockel). Sie wurde 1988 von Indonesien, der damaligen Besatzungsmacht, errichtet.
Ein Kreuzweg mit 14 Stationen führt hinauf zur Plattform mit dem Cristo Rei. In den Felsen unterhalb des Monuments wurde eine kleine Kapelle hineingebaut.

## Geschichte
Die Statue hat auf den ersten Blick eine große Ähnlichkeit mit jenen in Lissabon und Rio de Janeiro, wurde aber nicht von den Portugiesen errichtet, sondern 1988 von den indonesischen Besatzern. Nach weit verbreiteter Meinung wollten sie sich bei der mehrheitlich katholischen Bevölkerung beliebt machen. Die Idee zur Aufstellung kam angeblich von José Abílio Osório Soares. Papst Johannes Paul II. segnete die Statue bei seinem Besuch 1989. Eingeweiht wurde sie durch den indonesischen Präsident Suharto erst am 17. Juli 1996, zum 20. Jahrestag des offiziellen Anschlusses Osttimors an Indonesien. Zur Fertigstellung wurden von der Fluggesellschaft Garuda Indonesia 1,1 Mrd. Rupiah zur Verfügung gestellt. Zusätzlich wurden Spenden gesammelt. In Sukaraja (Bandung, Indonesien) wurden die einzelnen Teile des Körpers der Statue aus Kupferplatten hergestellt. Die 27 Einzelteile wurden dann nach Dili transportiert und von 30 Arbeitern in drei Monaten zusammengesetzt.

## Aussehen und Symbolik
Entworfen wurde das Denkmal vom indonesischen Künstler Mochamad Syailillah, genannt Bolil. Die Höhe des Monuments (Statue, Globus und Sockel) beträgt 27 Meter. Dies ist eine Anspielung auf die Angliederung Osttimors als 27. Provinz Indonesiens. Die Statue samt Globus ist 17 Meter hoch; 17 steht hier für das Anschlussdatum Osttimors an Indonesien und den 17. August 1945, den Unabhängigkeitstag Indonesiens. Auffällig sind die übergroßen Füße, mit denen die Statue auf dem Globus (∅ 3–4 m) steht.
Manche Bewohner Dilis sehen in den ausgebreiteten Armen der Statue weniger eine beschützende Geste als eher einen Ausdruck von Resignation. Deswegen wird die Statue im Volksmund Jesus – „Was kann ich tun?“ genannt. Da die Jesusstatue nach Westen ausgerichtet ist, gibt es die Interpretation, dass die resignierende Geste nicht Dili, sondern der indonesischen Hauptstadt Jakarta gilt.

## Galerie

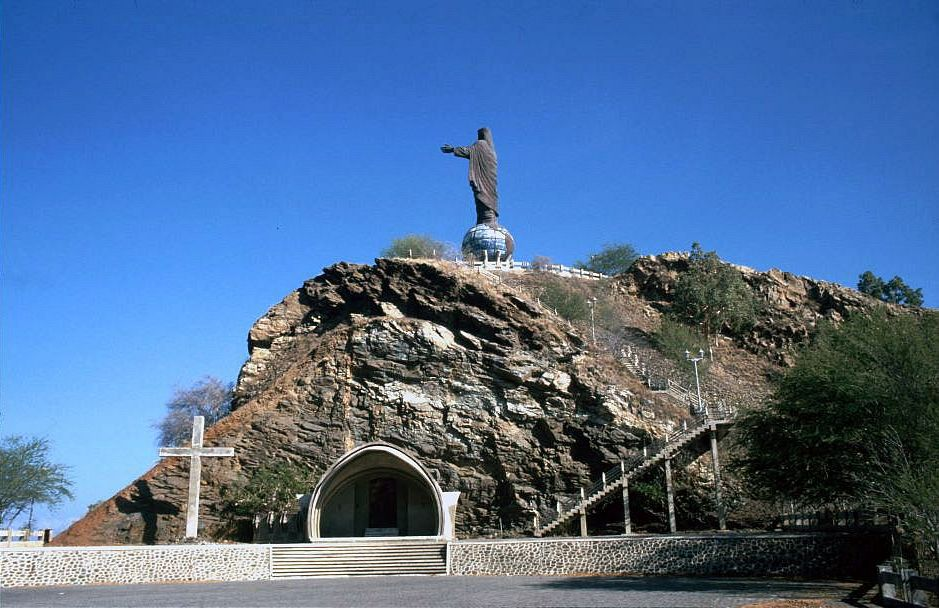
Die Kapelle unterhalb der Statue
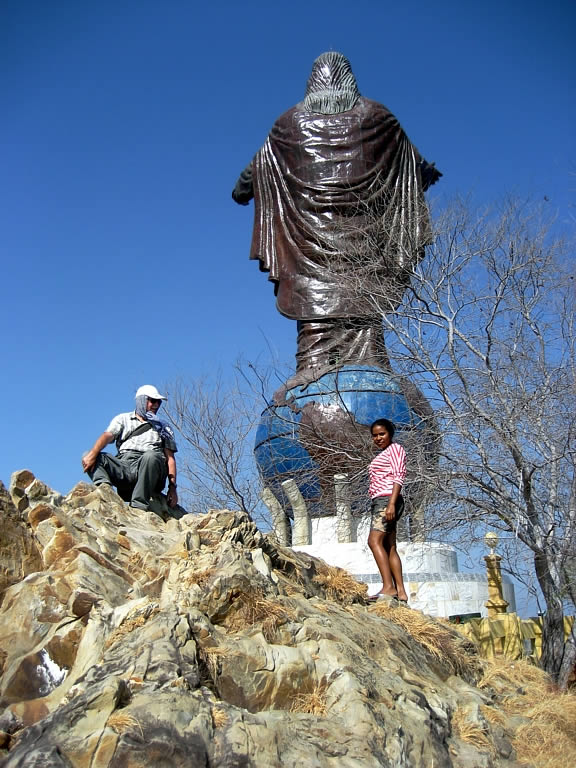
Rückseite der Statue
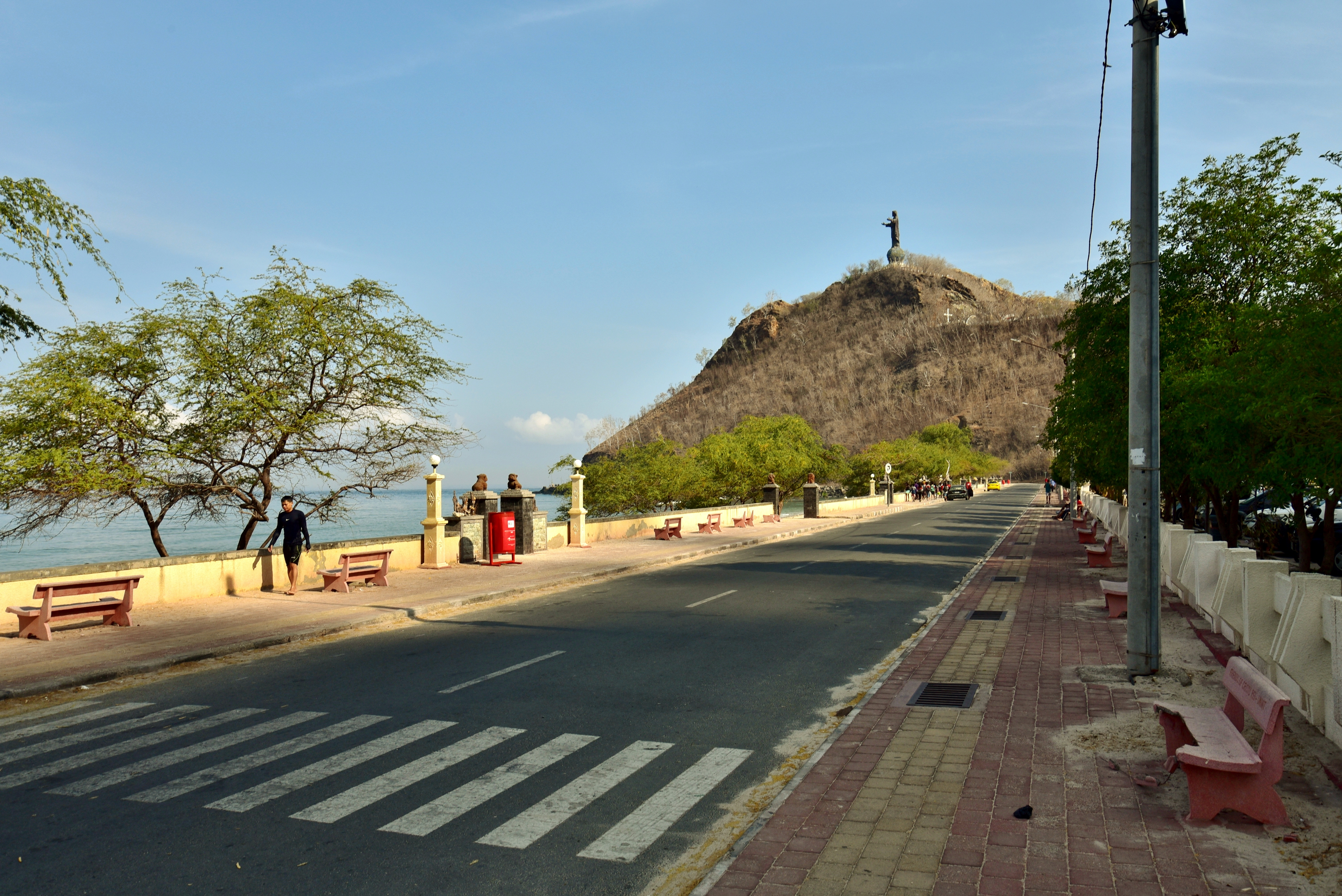
Blick auf die Statue vom Praia de Cristo Rei aus.
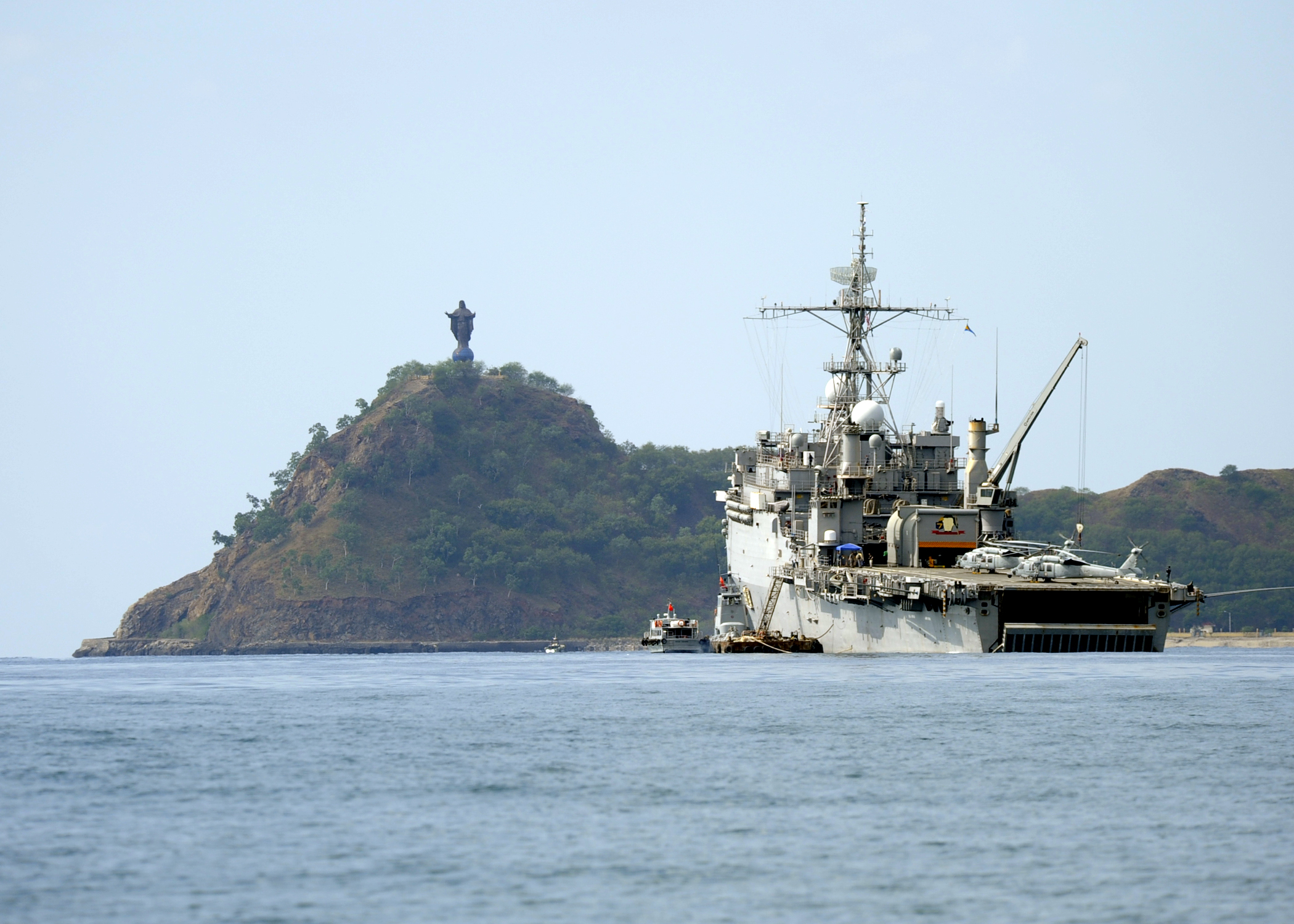
Blick von der Bucht aus.
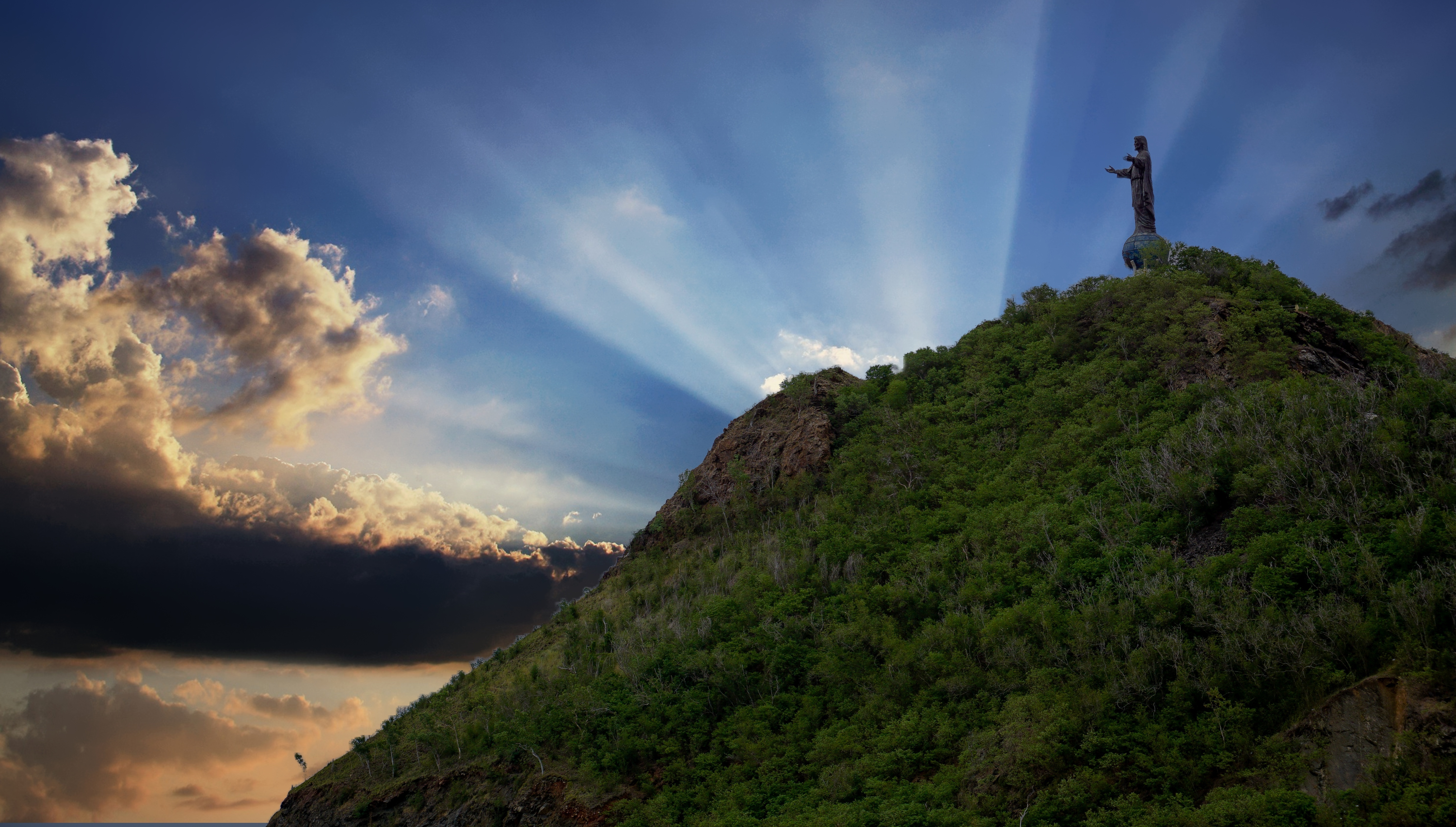
Cristo Rei bei Sonnenaufgang